# Ehingen am Ries
Ehingen am Ries (amtlich Ehingen a. Ries) ist eine Gemeinde im schwäbischen Landkreis Donau-Ries. Die Gemeinde ist Mitglied der Verwaltungsgemeinschaft Oettingen in Bayern.

## Geografie
Das Pfarrdorf Ehingen am Ries ist der Hauptort und liegt am Rand des Nördlinger Rieses, die Gemeinde gehört zur Planungsregion Augsburg.
Die Gemeinde besteht aus zwei Gemarkungen, die in der Fläche deckungsgleich mit den ehemaligen Gemeinden sind, und hat sieben Gemeindeteile:
- das Pfarrdorf Ehingen mit den Einöden Beutenmühle, Jägerhaus und Schaffhausen
- das Kirchdorf Belzheim mit den Einöden Riedmühle und Weihermühle

## Geschichte

### Bis zur Gemeindegründung
Ehingen am Ries entstand aus einer alemannischen Gründung und gehörte zum Fürstentum Oettingen. Etwa die Hälfte des Dorfes (wie auch das nördlich gelegene Erlbach) gehörte der protestantischen Linie dieses Hauses und nahm deshalb im Jahr 1539 den neuen Glauben an. Neben der anderen Dorfhälfte blieb auch Niederhofen beim katholischen Glauben. Seit der Reformationszeit ist die Pfarrkirche von Ehingen eine Simultankirche – neben Illschwang in der Oberpfalz eine der wenigen in Bayern. Mit der Rheinbundakte 1806 kam der Ort zum Königreich Bayern.
Die erste schriftliche Erwähnung von Belzheim erfolgte 1053 als Villa Bellesheim. Der Ort gehörte zur Zeit des Alten Reiches fast ausschließlich zum Deutschen Orden.

### Eingemeindungen
Im Zuge der Gebietsreform in Bayern wurde am 1. Mai 1978 die Gemeinde Belzheim eingegliedert.

### Einwohnerentwicklung
Zwischen 1988 und 2018 sank die Einwohnerzahl von 802 auf 792 um 10 Einwohner bzw. um 1,3 %.
| Jahr      | 1961 | 1970 | 1987 | 1991 | 1995 | 2000 | 2005 | 2010 | 2015 | 2020 |
| Einwohner | 891  | 890  | 834  | 816  | 829  | 814  | 809  | 788  | 799  | 767  |

## Politik
Am 15. März 2020 wurde Thomas Meyer (Neue Gemeinsame Liste) zum Ersten Bürgermeister gewählt, die Amtszeit begann am 1. Mai 2020. Vom 24. November 2009 bis 30. April 2020 war Erhard Michel (Freie Wählergemeinschaft) Bürgermeister; dessen Vorgänger war Paul Fackler (Freie Wählergemeinschaft).
Der Gemeinderat besteht sowohl aufgrund der Wahl im März 2014 wie der Wahl im März 2020 aus acht Mitgliedern, die Sitzverteilung ist in beiden Amtszeiten gleich:
- Freie Wählergemeinschaft Ehingen 3 Sitze
- Neue Gemeinsame Liste (NGL) 3 Sitze
- Neue Gemeinde (NG) 2 Sitze

### Wappen
| Wappen von Ehingen am Ries | Blasonierung: „Geviert von Rot und Gold, belegt mit einer silbernen Wehrkirche in Vorderansicht mit Ringmauer und Tor.“ |
| Wappen von Ehingen am Ries | Wappenbegründung: Das Kirchengebäude stellt die Pfarrkirche von Ehingen dar. Die Farben Rot und Gold entsprechen den Wappenfarben des Hauses Oettingen, in deren Territorium der Ort einstmals lag. Dieses Wappen wird seit 1961 geführt. |

## Sehenswürdigkeiten

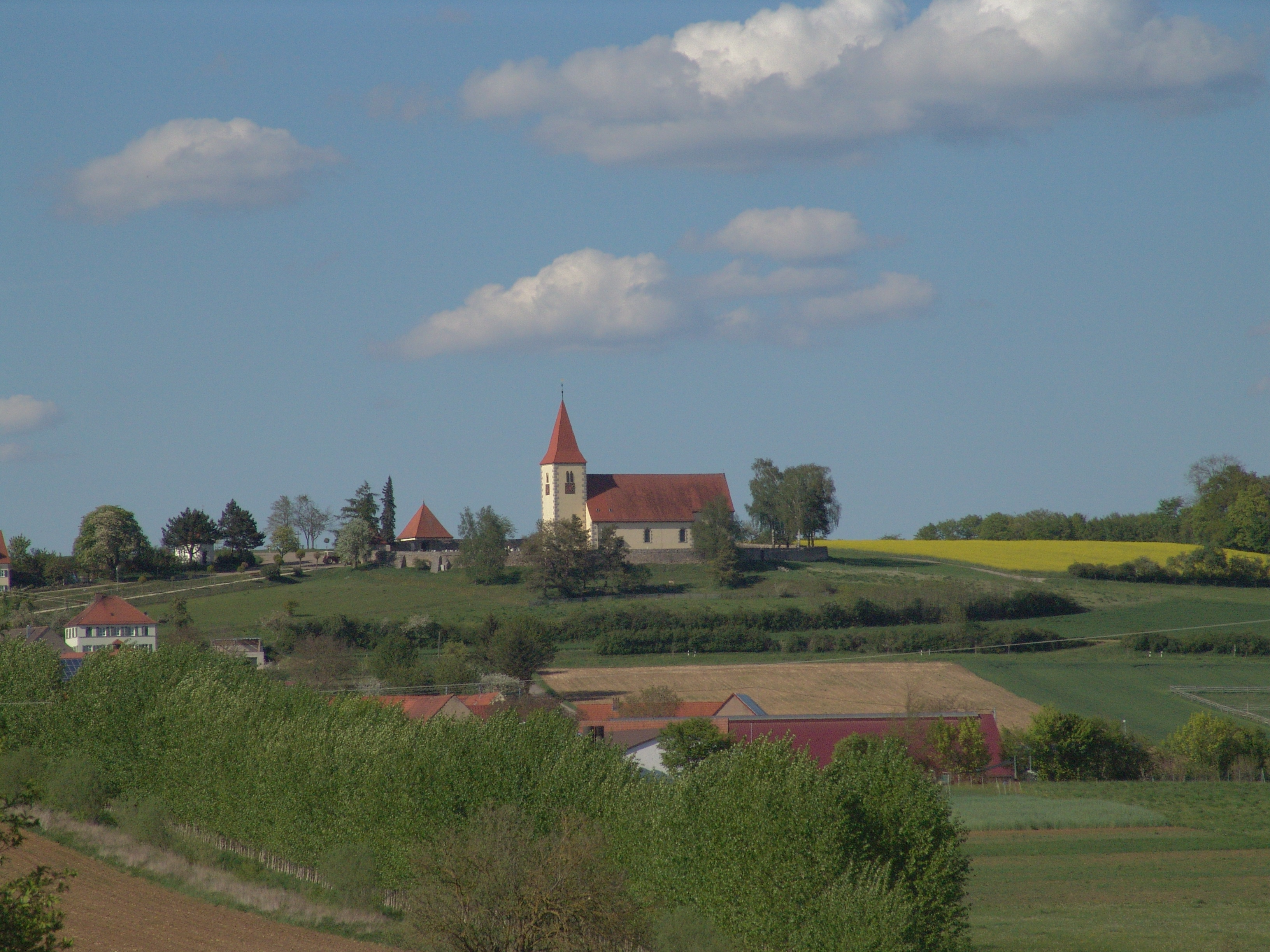
St. Stephanus in Ehingen

- Wehrkirche St. Ulrich und St. Stephan
- Antoniuskapelle in Belzheim

## Wirtschaft und Infrastruktur

### Wirtschaft einschließlich Land- und Forstwirtschaft
2017 gab es in der Gemeinde 47 sozialversicherungspflichtige Arbeitsplätze. Von der Wohnbevölkerung standen 343 Personen in einem versicherungspflichtigen Beschäftigungsverhältnis. Damit war die Zahl der Auspendler um 296 Personen größer als die der Einpendler. Drei Einwohner waren arbeitslos. 2016 gab es 34 landwirtschaftliche Betriebe, die eine landwirtschaftliche Fläche von 1362 ha bewirtschafteten.

### Bildung
Am 1. März 2018 gab es in der Gemeinde eine Kindertageseinrichtung mit 50 Plätzen und 35 Kindern.

## Persönlichkeiten
- Franz Anton Förch (1783–1871), römisch-katholischer Priester, Gymnasiallehrer, Historiker und bayerischer Landtagsabgeordneter
- Georg Bickel (1862–1924), Malerpfarrer
- Anton Jaumann (1927–1994), Jurist und Politiker (CSU), von 1970 bis 1988 Bayerischer Staatsminister für Wirtschaft und Verkehr, außerdem von 1958 bis 1990 Mitglied des Bayerischen Landtages
- Johannes Hanselmann (1927–1999), 1975 bis 1994 Landesbischof der Evangelisch-Lutherischen Kirche in Bayern
- Alois Löser (Frère Alois) (* 1954), Prior der Communauté de Taizé